# Goalkeeper CIWS

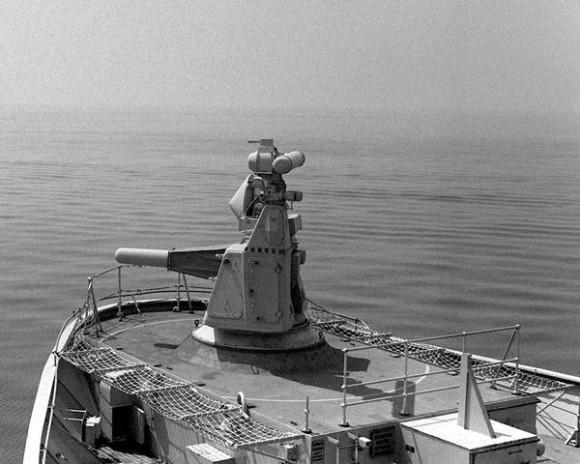
Goalkeeper

SGE-30 Goalkeeper je nizozemský vysoce efektivní zbraňový systém blízké obrany válečných lodí proti letadlům a protilodním střelám. Do služby byl zaveden v roce 1980. Systém pracuje plně automaticky a každá jeho sestava, umístěná v plně otočné věži, má vlastní dopplerovský radar. Radar může najednou sledovat až 30 cílů, z nichž vybírá čtyři k útoku. Cíl napadne v případě, že se ho podaří identifikovat jako nepřátelský. Jádrem systému je sedmihlavňový 30mm rotační kanón GAU-8/A Sea Vulcan s kadencí 4200 ran za minutu. Dle typu cíle systém může použít podkaliberní či zápalnou munici. Celková zásoba munice činí 1190 kusů. Účinný dosah systému se pohybuje mezi 350 a 1500 metry.

## Uživatelé

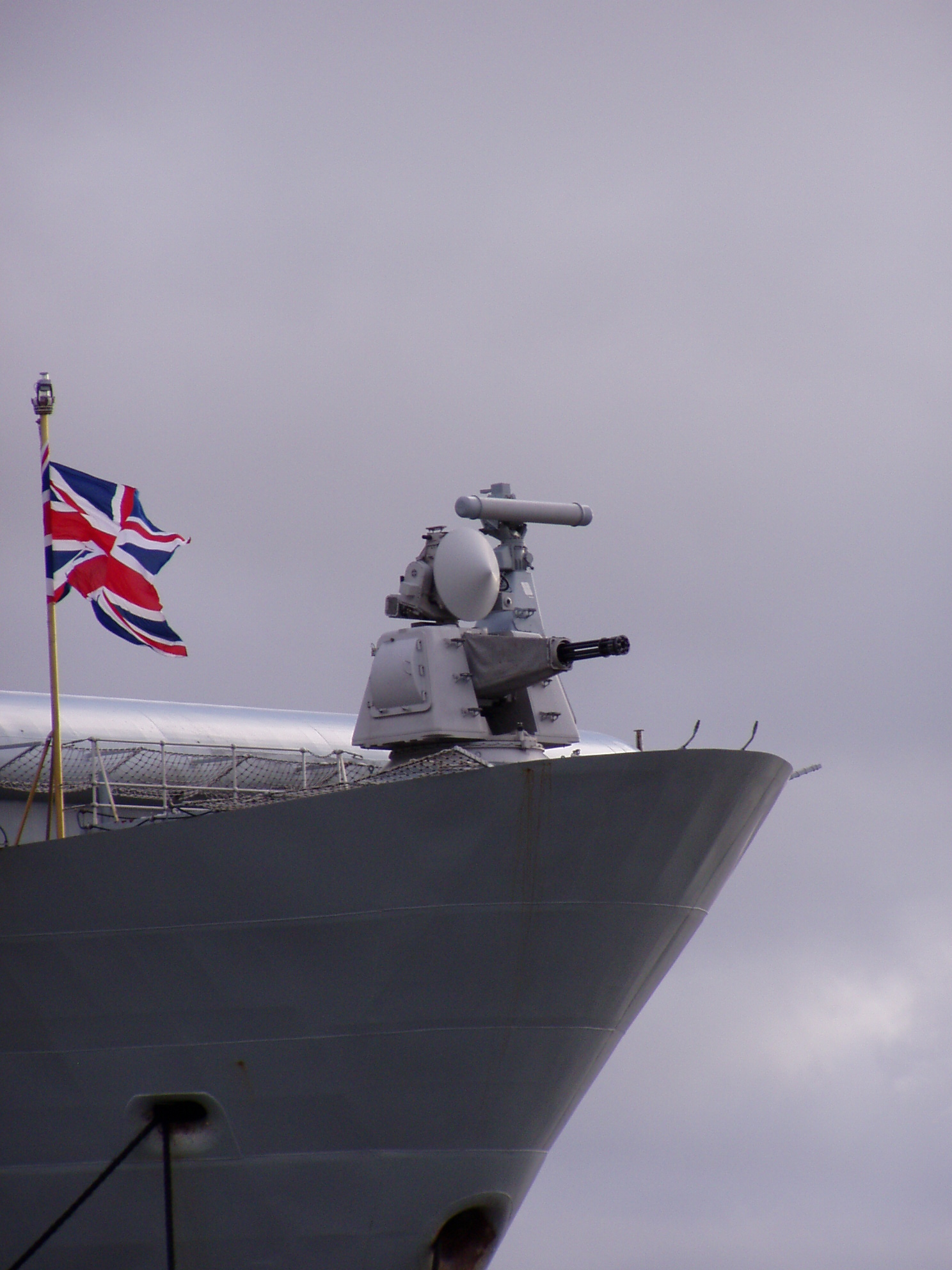
Goalkeeper na přídi britské letadlové lodi HMS Illustrious

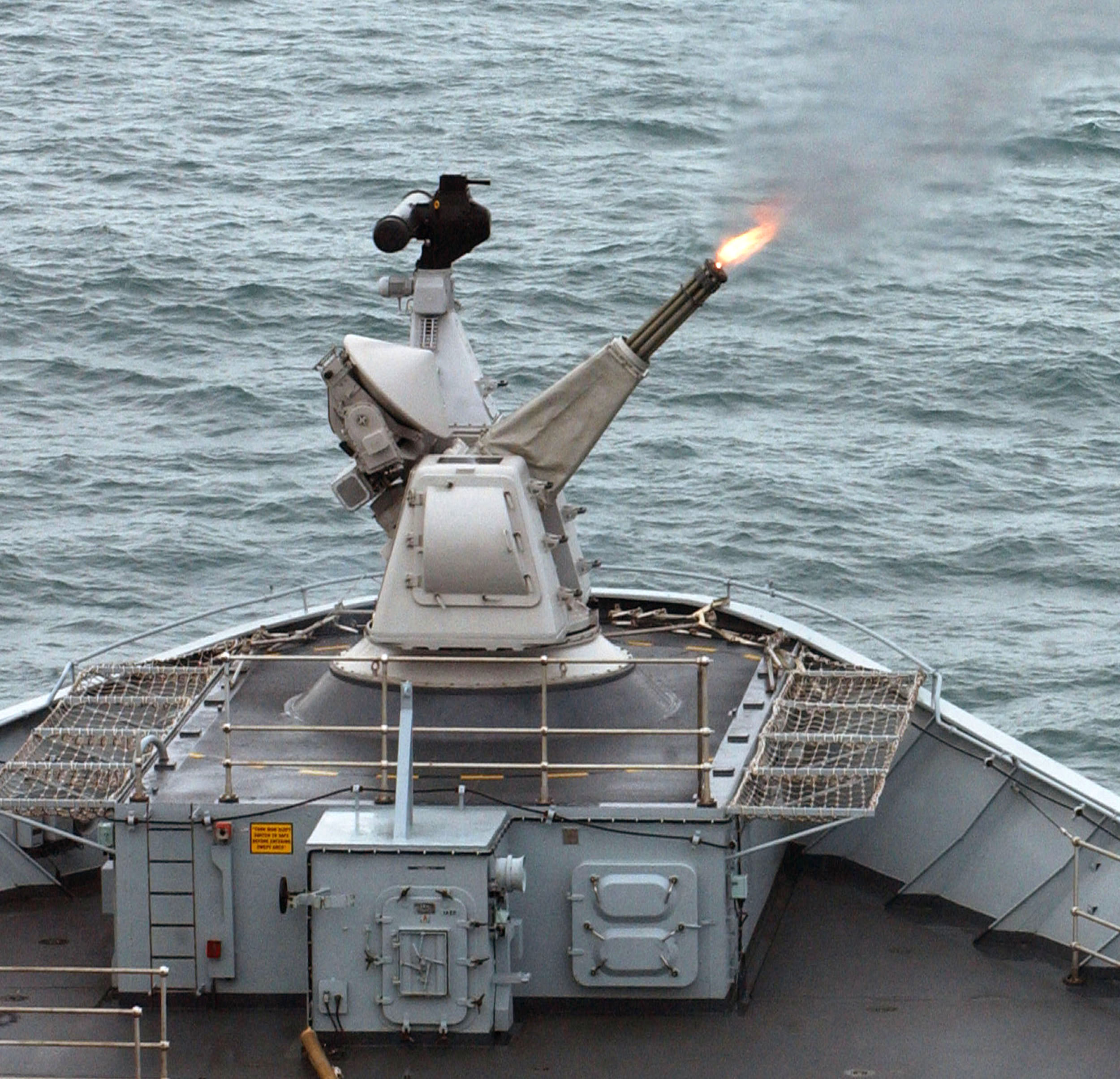
Goalkeeper v akci

- Belgické námořnictvo
  - Třída Karel Doorman

- Chilské námořnictvo
  - Třída Jacob van Heemskerck

- Námořnictvo Korejské republiky
  - Třída Kwanggetcho Veliký
  - Třída Čchungmukong I Sun-sin
  - Třída Tchedžo Veliký
  - Třída Tokdo

- Nizozemské královské námořnictvo
  - Všechny velké hladinové lodě

- Portugalské námořnictvo
  - Třída Karel Doorman

- Royal Navy
  - Třída Albion
  - Třída Broadsword
  - Třída Invincible